# Julio Casares
Julio Casares Sánchez (Granada, 26 de septiembre de 1877-Madrid, 1 de julio de 1964) fue un filólogo, lexicógrafo, lexicólogo, diplomático, violinista, traductor y crítico literario español, miembro de la Real Academia Española y autor del Diccionario ideológico de la lengua española.

## Biografía
Bautizado en la parroquia de San Gil y Santa Ana de Granada, ciudad en la que hizo sus primeros estudios. Destacó muy joven como violinista, llegando a participar en un concierto en el Teatro Principal con solo nueve años. Continuó la carrera de violín en Madrid con el profesor José del Hierro hasta ingresar en la Orquesta del Teatro Real en 1896, institución que abandonó para ejercer la carrera diplomática. Obtuvo una plaza, por oposición, en el Ministerio de Estado. Destinado en París, aprendió japonés en la Escuela Superior de Lenguas Orientales; dos años más tarde se estableció en Japón, en donde completó sus estudios. En el mes de agosto, es enviado por el Ministerio de Estado con destino a la legación diplomática en Tokio, compaginando sus trabajos diplomáticos con actividades musicales (concierto de violín en Singapur y trabajos sobre música japonesa para violín). Durante su estancia contrae matrimonio por poderes con Maria Koehler Lucas a la que había conocido durante sus estudios en el Conservatorio de Madrid, donde cursaba la carrera de piano en la que obtuvo el título con la calificación de “virtuosismo”. De este matrimonio nacerían Julio, María Luisa, Cristian, Pelayo y Lorenzo. Durante años trabajó en la Oficina de Interpretación de Lenguas, por sus conocimientos de francés, alemán y lenguas eslavas. Queda referencia de que llegó a manejarse en dieciocho idiomas.
Tomó posesión de sillón en la Real Academia Española el 8 de mayo de 1921 con el discurso titulado Nuevo concepto del diccionario de la lengua, siendo contestado por Antonio Maura y Montaner. En esa institución ocupó también el decimoquinto cargo de secretario perpetuo, para el que fue elegido el 7 de diciembre de 1939, permaneciendo en él hasta su muerte.
El 23 de agosto de 1934 el presidente de la República (Niceto Alcalá-Zamora y Torres) lo nombra delegado suplente de España en la decimoquinta Asamblea de la Sociedad de Naciones de Ginebra. Tras la Guerra Civil, el 20 de junio de 1939, el Tribunal Seleccionador declara que es "admitido directamente al servicio activo" y le consolida en el cargo de Traductor Jefe de la Oficina de Interpretación de Lenguas del Ministerio de Asuntos Exteriores. Francisco Franco, en el Decreto de 1944, y a propuesta del Ministro de Asuntos Exteriores, Francisco Gómez-Jordana y Sousa, le concedió la gran cruz de la Orden de Isabel la Católica. Se jubiló el 10 de octubre de 1947, con el título de traductor-jefe honorario de interpretación de lengua.
Representó a España como políglota en la Sociedad de Naciones y en el departamento español de relaciones culturales, llegando a ser director de la revista Revue Pédagogique de la ONU, con sede en Ginebra.
Como crítico literario pueden citarse su trabajo Crítica profana (1914), donde, entre otros temas como la obra de Ricardo León y Román y Azorín, denunciaba los plagios de Valle-Inclán. También colaboró en la prensa con artículos de divulgación; pueden mencionarse como curiosidad sus estudios sobre música japonesa, que fueron publicados en la revista francesa Anales de Alianza Científica.

## El Diccionario ideológico
El Diccionario ideológico de la lengua española es la obra más reconocida de Julio Casares, elaborada durante 25 años como un minucioso trabajo de clasificación e inventario sistemático del léxico español y publicada por primera vez en 1942. A la inversa de los diccionarios convencionales, el diccionario ideológico permite obtener la palabra a partir de su definición o, dicho de otra forma, obtener el significante a partir del significado. Tras su primera edición fue revisado a fondo por el autor en una nueva edición ya que el manuscrito y su meticuloso fichero, habían sufrido algunos desperfectos al haber permanecido en la imprenta durante la guerra civil española. Asimismo agregó neologismos, tecnicismos y cientifismos. Se estima que con el Diccionario ideológico, Julio Casares recogía la tradición lexicográfica de intentos anteriores en ese sentido iniciada por filólogos como José Ruiz León y Eduardo Benot.

## Selección de principales obras
- Diccionario ideológico de la lengua española,[5]  (1942)
- Crítica profana: Valle-Inclán, Azorín, Ricardo León (1914)
- Crítica efímera (1918-1919)
- Índice de lecturas (1919)
- Nuevo concepto del diccionario de la lengua (1941)
- Cosas del lenguaje. Etimología, lexicología y semántica (1943)
- El humorismo y otros ensayos (1961)

### Otros trabajos
- Ante el proyecto de un diccionario histórico. Algunas consideraciones preliminares, Boletín de la Real Academia Española, XXVIII (1948), 7-25, 177-224.
- El Diccionario de la Academia califica de americanismos muchos vocablos que no lo son. Modificaciones que introdujo un auxiliar o corrector del Diccionario, Cervantes. La Habana, XVI, 5-6 (mayo-junio de 1941), 30-31.
- El diccionario histórico de la lengua española, Boletín de la Real Academia Española, XL (1960), 141-143.
- El diccionario visto desde América. El diccionario como símbolo, en Casares, Julio, El idioma como instrumento y El diccionario como símbolo, Gráficas Barragán, Madrid, 1944, pág. 27-33.
- El diccionario visto desde América Soluciones, en Casares, Julio, El idioma como instrumento y El diccionario como símbolo, Gráficas Barragán, Madrid, 1944, pág. 59-64.
- El seminario de lexicografía. Su justificación y cometido, Boletín de la Real Academia Española, XXVI (1947), 169-191.
- Introducción a la lexicografía moderna, (Wartburg, Walther von, prólogo), CSIC. Patronato Menéndez Pelayo. Instituto Miguel de Cervantes, Madrid, 1950, XV + 354 p. (Revista de Filología Española, Anejo LII).  2.ª ed.,(Wartburg, Walther von, pról.), CSIC, Madrid, 1969. 3.ª ed.,(Wartburg, Walther von, pról.), CSIC, Madrid, 1992, (Textos Universitarios, 17).
- La Academia Española trabaja: El diccionario histórico de la lengua española, Boletín de la Real Academia Española, XL, (CLIX) (1960), 135-143.
- La Real Academia Española vista por dentro, en Casares, Julio, Nuevo concepto del diccionario de la lengua y otros problemas de lexicografía y gramática, Espasa-Calpe, Madrid, 1941, pág. 171-194. (Obras completas, 5).
- Los americanismos y el léxico oficial, en Casares, Julio, El idioma como instrumento y El diccionario como símbolo, Gráficas Barragán, Madrid, 1944, pág. 53-58.
- Los provincialismos y sus problemas, en Casares, Julio, El idioma como instrumento y El diccionario como símbolo, Gráficas Barragán, Madrid, 1944, pág. 41-45.
- Problemas de Prosodia y Ortografía en el Diccionario y en la Gramática, Boletín de la Real Academia Española, XXXI y XXXII, 371-452 y 7-26 (1951 y 1952).
- Provincialismos y americanismos, en Casares, Julio, El idioma como instrumento y El diccionario como símbolo, Gráficas Barragán, Madrid, 1944, pág. 47-52.

## Homenajes
- En 1961 recibió un homenaje por sus XXV años como secretario perpetuo de la Real Academia Española, organizado por Selecciones del Reader’s Digest.[6]
- En febrero de 2020, Eduardo Sierra Casares y su hija María Sierra Gª Casares junto con Salud Jarilla Bravo y Julia Sevilla Muñoz[7] del grupo de investigación PAREFRAS de la Facultad de Filología de la Universidad Complutense organizaron la primera exposición sobre la vida y obra de Julio Casares que tuvo lugar en la biblioteca María Zambrano.[8]